# بيرسي هوارد نيوبي
بيرسي هوارد نيوبي (بالإنجليزية: Percy Howard Newby)‏ هو روائي بريطاني ومدير محطة إذاعية ولد ب25 يونيو 1918 وتوفي ب6 سبتمبر سنة 1997. كان أول من فاز بجائزة بوكر الأدبية سنة 1969 لروايته شيء للإجابة عليه.

## نشأته وحياته
عُرف بيرسي هوارد نيوبي باسم هوارد نيوبي. وُلد بكروبورو في الخامس والعشرين من يونيو سنة 1918، تلقى تعليمه بثانوية هانلي كاستل بوسترشير ثم تابع دراسته بجامعة غلوستيرشير بشلتنهام. في أكتوبر سنة 1939 تم إرسال نيوبي إلى فرنسا للخدمة العسكرية بالحرب العالمية الثانية حيث عمل بالفيلق الطبي بالجيش الملكي البريطاني، وقد كانت وحدته آخر وحدة يتم إجلائها. لاحقاً، تم إرساله إلى الشرق الأوسط حيث عمل بصحراء مصر.

## مسيرته
في ديسمبر 1942، تم تسريح نيوبي من الخدمة العسكرية، وانتقل لتدريس الأدب الإنجليزي بجامعة القاهرة إلى غاية سنة 1946. أحد تلاميذه كان المحرر المصري والمتحدث باسم الرئيس محمد أنور السادات مرسي سعد الدين.
عمل لدى مجموعة بي بي سي الإعلامية من 1949 إلى 1978، في بداياته اشتغل منتجاً إذاعياً ثم تسلق المناصب ليُشرف على خدمة بي بي سي 3 الخاصة بالموسيقى الكلاسيكية والذي استُبدلت لاحقاً براديو بي بي سي 3. في نهاية مسيرته، شغل نيوبي منصب المدير العام لراديو بي بي سي.
مُنح نيوبي وساماً من رتبة الإمبراطورية البريطانية لخدمته كمدير عام لمحطة بي بي سي الإذاعية.

## رواياته
- A Journey to the Interior (1945)
- The Spirit of Jem (1947)
- Agents and Witnesses (1947)
- Mariner Dances (1948)
- The Loot Runners (1949)
- The Snow Pasture (1949)
- The Young May Moon (1950)
- A Season in England (1951)
- خطوة إلى الصمت (1952)
- The Retreat (1953)
- نزهة في سقارة (1955)
- Revolution and Roses (1957)
- Ten Miles From Anywhere (1958)
- A Guest and His Going (1960)
- The Barbary Light (1962)
- One of the Founders (1965)
- شيء للإجابة عنه (1968)
- A Lot to Ask (1973)
- Kith (1977)
- Feelings Have Changed (1981)
- Leaning in the Wind (1986)
- Coming in with the Tide (1991)
- شيء ما حول النساء (1995)

## كتاباته
- ماريا إدجوورث (1950)
- الرواية، 1945-1950 (1951)
- استعمالات البث الإذاعي (1978)
- قصة مصر (1979)
- المحارب الفرعون (1980)
- صلاح الدين في عصره (1983)